# 1934 في مصر
فيما يلي قوائم الأحداث التي وقعت خلال عام 1934 في مصر.

## ظهور
- 1 يناير – آخر ساعة

## مواليد

### يناير
- 1 يناير – أنتيجون كوستاندا
- 12 يناير – إبراهيم نافع صحفي وكاتب مصري.
- 16 يناير – كريمة مختار ممثلة مصرية.

### فبراير
- 6 فبراير – رأفت عطية لاعب كرة قدم مصري.
- 8 فبراير – شادية ممثلة ومغنية مصرية.
- 16 فبراير – كمال الشاذلي سياسي مصري.

### مارس
- 23 مارس – عادل هيكل لاعب كرة قدم مصري.

### مايو
- 3 مايو – جورج موستاكي

### يونيو
- 24 يونيو – محرم فؤاد ممثل مصري.

### أكتوبر
- 24 أكتوبر – زكريا بطرس كاهن قبطي مصري.
- 31 أكتوبر – ناريمان ملكة مصر القرينة

### ديسمبر
- 5 ديسمبر – فايزة أحمد
- 13 ديسمبر – إحسان كمال كاتب قصة قصيرة مصرية.

## وفيات

### يناير
- 1 يناير – يوسف وهبة باشا (مواليد 1852) وزير خارجية مصر.

### يوليو
- 5 يوليو – أحمد زكي باشا (مواليد 1867)